# Навчальний центр

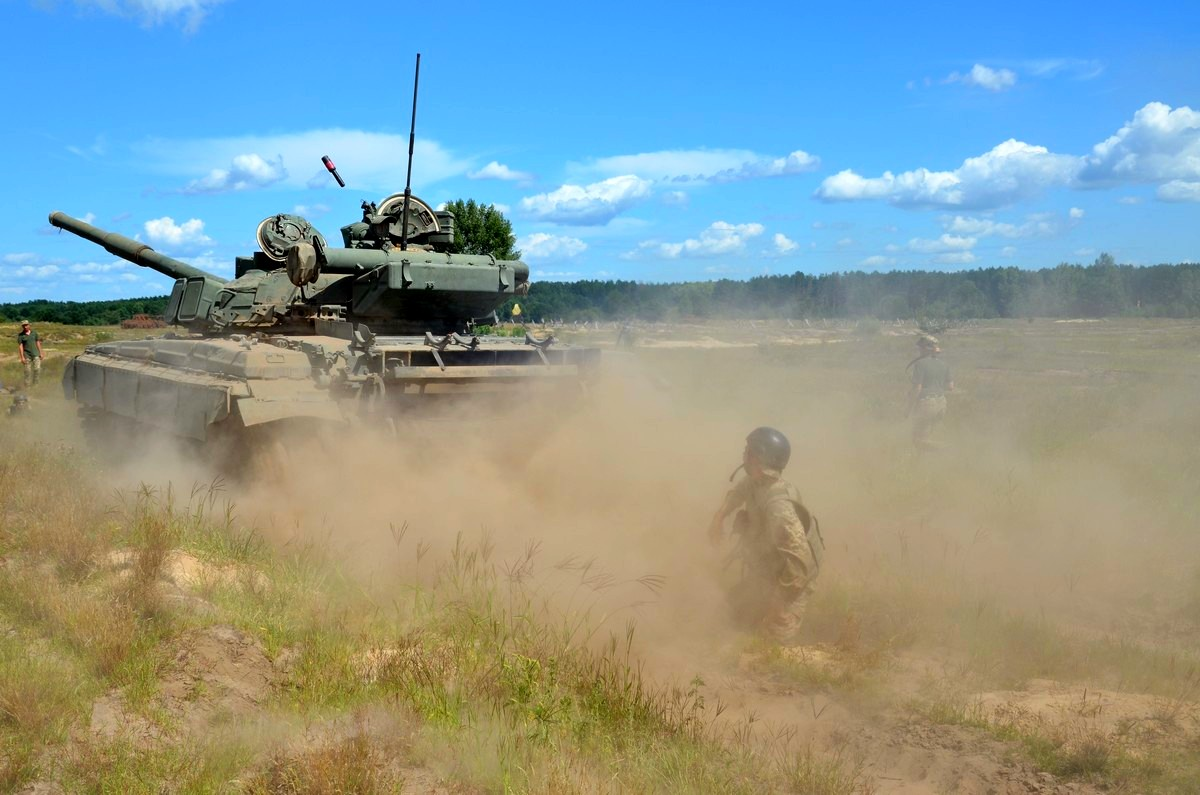
Практичні заняття із майбутніми командирами механізованих взводів на 169-му навчальному центрі Сухопутних військ України «Десна»

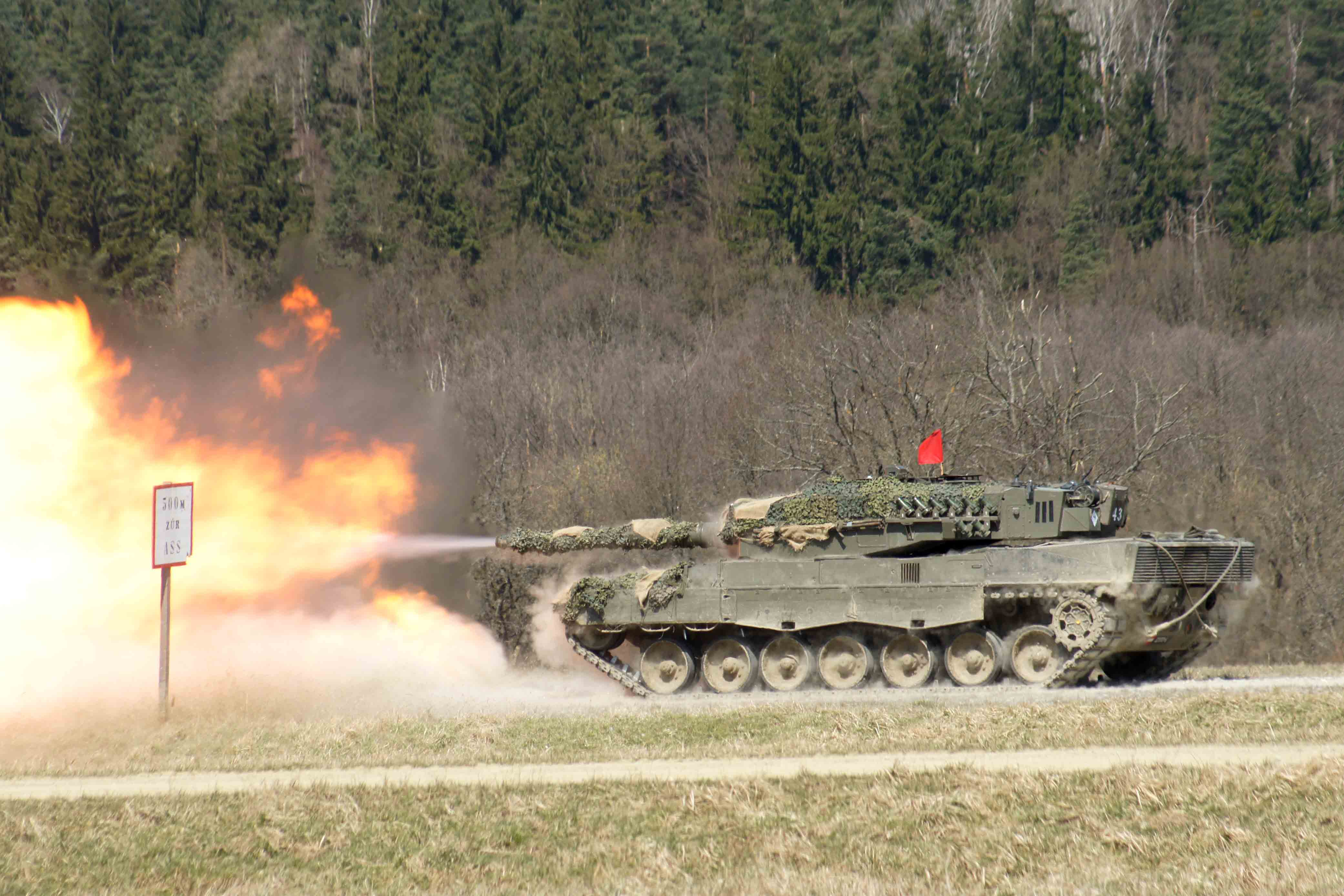
Стрільба з танка «Леопард» 2A4 на навчальному центрі Аллентштайгі Збройних сил Австрії. 2015

Навчальний центр, НЦ (учебка) — у військовій справі — військова частина з комплексом навчальних об'єктів, призначених для практичного відпрацювання завдань бойової підготовки та підвищення рівня польової (повітряної, морської) навченості особового складу підрозділів і частин (кораблів) одного або декількох родів військ (сил). У збройних силах багатьох країн почали створюватися після Першої світової війни у зв'язку із ускладненням процесу навчання і виховання особового складу веденню загальновійськового бою із застосуванням озброєння та військової техніки різних родів військ.
Зазвичай, навчальний центр організаційно складається з органу управління і декількох навчальних підрозділів. У залежності від призначення навчальні центри обладнуються різнорідними навчальними полями і містечками, полігонами, стрільбищами, танкодромами, автодромами, вододромами, аеродромами, навчальними командними пунктами та іншими навчальними об'єктами з необхідним технічним оснащенням. Крім цього, навчальний центр має адміністративно-службові та навчальні будівлі, приміщення для розквартирування особового складу підрозділів і частин, що навчаються у визначений період на тимчасовій основі, їхнього матеріального і побутового забезпечення, а також майстерні, парки, склади тощо.
За приналежністю і характером виконуваних завдань поділяються на навчальні центри видів збройних сил, військових округів, флотів, інших об'єднань, а також з'єднань і частин. Власні навчальні центри можуть мати гарнізони військ і військово-навчальні заклади. Основні вимоги до навчального центру: відповідність технічної оснащеності рівню розвитку військової справи, завданням бойової підготовки і морально-психологічному загартуванню особового складу, а також забезпечення необхідної пропускної спроможності.